# Rudolf Küchler

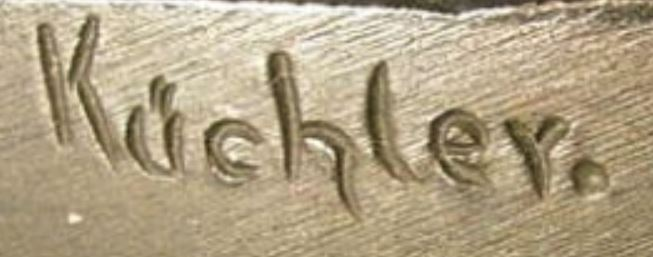
Eine Signatur Rudolf Küchlers

Rudolf Küchler (* 20. September 1867 in Wien; †  26. Januar 1946 in Berlin) war ein österreichischer Bildhauer.

## Leben und Werk
Küchler studierte von 1883 bis 1890 an der Wiener Kunstakademie und war anschließend in Berlin tätig.

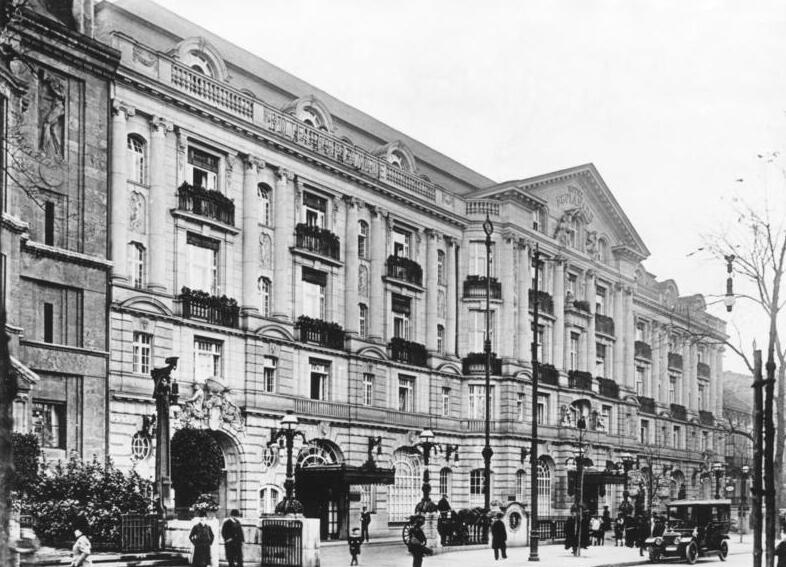
Fassade des Hotel Esplanade, Berlin

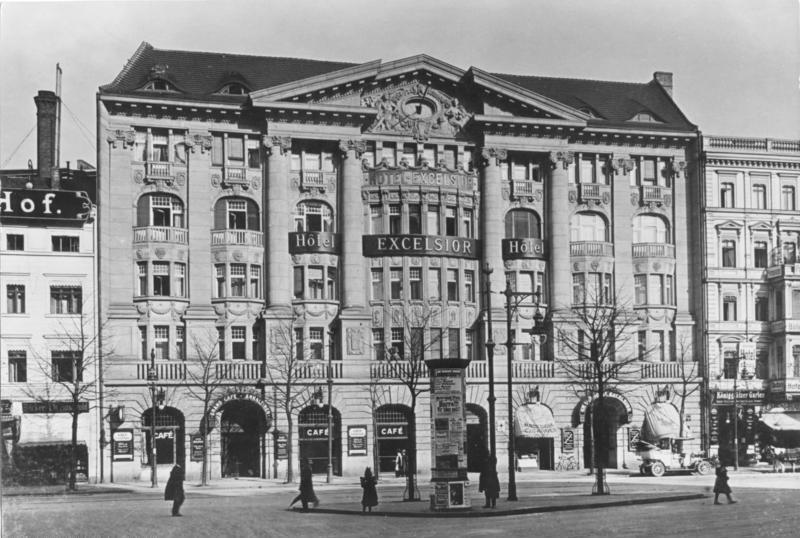
Fassade des Hotel Excelsior, Berlin

Hier fertigte er Bauplastik für das Hotel Esplanade, das Theater am Nollendorfplatz und für Privathäuser. In Hamburg fertigte er Skulpturen als Fassadenschmuck für das Berliner Hotel Excelsior.
Im Auftrag von Julius Menadier, dem Direktor des Berliner Münz- und Medaillenkabinetts, entwarf er von 1914 bis 1917 Erinnerungsmedaillen an den Ersten Weltkrieg.